# Riko Ueki
Riko Ueki (jap. 植木 理子, Ueki Riko; * 30. Juli 1999 in Kawasaki, Präfektur Kanagawa) ist eine japanische Fußballspielerin.

## Karriere

### Verein
Ueki spielte in der Jugend für die Nippon TV Beleza. Sie begann ihre Karriere bei Nippon TV Beleza.

### Nationalmannschaft
Mit der japanischen U-17-Nationalmannschaft qualifizierte sie sich für die U-17-Weltmeisterschaft der Frauen 2016. Mit der japanischen U-20-Nationalmannschaft qualifizierte sie sich für die U-20-Weltmeisterschaft der Frauen 2018.
Ueki absolvierte ihr erstes Länderspiel für die japanische Nationalmannschaft am 4. April 2019 gegen Frankreich.
Am 13. Juni 2023 wurde sie für die WM-Endrunde nominiert. Bei der WM, die für die Japanerinnen mit einer Viertelfinalniederlage gegen Schweden endete, wurde sie in den fünf Spielen ihrer Mannschaft eingesetzt und erzielte in den Gruppenspielen zwei Tore. Im mit 1:2 verlorenen Viertelfinale schoss sie beim Stand von 0:2 einen Foulelfmeter an die Latte und erhielt drei Minuten später die einzige Gelbe Karte der Japanerinnen im Turnier.

## Erfolge

### Verein
Nippon TV Beleza
- Nihon Joshi Soccer League: 2016, 2017, 2018, 2019

### Nationalmannschaft
- U-20-Weltmeisterschaft: 2018